# Echinanthera cephalostriata
Echinanthera cephalostriata är en ormart som beskrevs av Di Bernardo 1996. Echinanthera cephalostriata ingår i släktet Echinanthera och familjen snokar. Inga underarter finns listade i Catalogue of Life.
Arten förekommer i sydöstra Brasilien. Arten är äggläggande.